# BBC Food
BBC Food ist eine Sparte der BBC, die als Teil von BBC Online eine Website mit Kochrezepten zur Verfügung stellt und ehemals ein internationaler kommerzieller Kochsender war.

## Website
Als im Jahr 2000 das Rezept für den Botham Burger von Jamie Oliver zunehmend an Popularität gewann, startete BBC Food im selben Jahr die Website.
Die Website von BBC Food ist Teil der Abteilung BBC Learning, die wiederum zur BBC North Group gehört. Die Website soll Menschen zum Kochen anregen sowie darüber unterrichten. Außerdem soll sie in erster Linie Rezepte aus Fernsehsendungen veröffentlichen, gebe aber auch Originalrezepte in Auftrag, um Kampagnen des öffentlichen Dienstes zu begleiten.
Im Juli 2020 ging ein Kochvideo aus der BBC-Food-Website viral, in dem die britisch-indische Moderatorin Hersha Patel Egg Fried Rice (dt. Gebratener Eierreis) zubereitet, nachdem der malaysische Stand-up-Comedian Nigel Ng am 8. Juli 2020 auf seinem YouTube-Kanal ein Reaktionsvideo veröffentlichte, in dem er sich über ihre Kochmethoden lustig macht.

## Fernsehsender
Der Fernsehsender startete im Juni 2002 und war hauptsächlich im Südlichen Afrika sowie in einigen Teilen Skandinaviens empfangbar. Bekannte Köche, die in dem Fernsehsender auftraten, waren:
| - Antonio Carluccio - Sophie Grigson - Ainsley Harriott | - Ken Hom - Madhur Jaffrey - Nigella Lawson | - James Martin - Jamie Oliver - Gary Rhodes | - Delia Smith - Rick Stein - Antony Worrall Thompson |

Der Sendeschluss in Afrika war im September 2008 und in Skandinavien im Dezember 2008. Anschließend wurde der Fernsehsender durch den Sender BBC Lifestyle ersetzt.
Anfang 2021 wurde angekündigt, dass die US-amerikanische Internet-TV-Plattform Pluto TV einen Kanal unter dem Namen BBC Food betreibt.